# Lianne La Havas (álbum)
Lianne La Havas es el tercer álbum de estudio de la cantante británica del mismo nombre. Publicado después de una pausa de cinco años y escrito después de la ruptura de La Havas, el álbum se inspiró en el ciclo de vida de la naturaleza y su capacidad para prosperar, desaparecer y volver más fuerte. La grabación del álbum tuvo lugar entre octubre de 2019 y diciembre de 2019, con sesiones en Londres, Bath y Nueva York. La producción del álbum estuvo a cargo de La Havas junto con el colaborador a largo plazo Matt Hales, los coproductores Beni Giles, Sam Crowe y el coproductor invitado Mura Masa.
Lianne La Havas es un álbum conceptual con un ciclo de canciones que describe las etapas de una relación, desde el inicio del romance hasta el final. El estilo musical del álbum se inspiró en Milton Nascimento, Joni Mitchell, Jaco Pastorius, Al Green y Destiny's Child, lo que resultó en un álbum predominantemente neo soul con elementos de música jazz y folk. Tras su lanzamiento, el álbum recibió reseñas positivas de los críticos, quienes elogiaron el estilo musical ecléctico y la exploración lírica del álbum.

## Antecedentes
Tras el lanzamiento de su segundo álbum de estudio, Blood (2015), Havas no estaba satisfecha con el álbum y sintió que no la expresaba ni la representaba en ese momento. Se tomó un descanso de su carrera discográfica para entablar una nueva relación y luego lidiar con la ruptura, aunque continuó de gira en el período entre álbumes. El final de su relación inspiraría a La Havas a comenzar a trabajar en la continuación de Blood. La Havas quería una mayor aportación artística para el álbum y quería tener el control del estilo y la dirección del álbum. La Havas no sabía qué dirección tomaría inicialmente el álbum y “aprovechó las mejores y peores partes” para ayudar a informarlo. Describió el proceso del álbum como “impulsado por la emoción” y, en ese momento, como lo más cerca que había estado de una expresión artística “pura”.
El proceso del álbum tomó a La Havas cinco años, algo que no había planeado, afirmando que “hacer un trabajo completo que significara algo que tuviera una historia solo tomó un poco de tiempo”. El tema del álbum se inspiró en el ciclo de vida de la naturaleza y las plantas. La Havas quería que el álbum siguiera el viaje de una flor de temporada, una que “florece, prospera, se va y vuelve aún más fuerte. Una flor tiene que secarse y morir para renacer. Tienes que llegar a la tocar fondo para reconstruirte a ti mismo”. La relación y su ruptura se convirtió en el tema principal del contenido lírico del álbum, que sigue un viaje de tres viñetas. El primero describe el período temprano y feliz de una nueva relación, el segundo se centra en el final de la relación, mientras que el tercero gira en torno al disfrute y la soledad de ser independiente.

## Lanzamiento y promoción
El álbum fue publicado el 17 de julio de 2020 por Warner Records, el tercero de La Havas en ser lanzado bajo el sello. La edición estándar se lanzó en CD, vinilo, descarga digital y transmisión. La versión digital del álbum contiene dos pistas adicionales; «Bittersweet» (Full Length) y «Out of Your Mind» (Interlude). La versión en vinilo del álbum se publicó en dos formatos; una versión estándar y una versión transparente exclusiva.
Para promocionar el álbum, La Havas realizó múltiples presentaciones en vivo. A finales de febrero, La Havas cantó en la Barbacana de Londres junto a la Orquesta Sinfónica de la BBC y Jules Buckley. A principios de mayo, La Havas actuó desde su casa en la serie Tiny Desk (Home) Concert de NPR. El video casero presentaba a La Havas acompañada por su guitarra de cuerdas mientras interpretaba «Bittersweet» y «Paper Thin».
El álbum fue apoyado por el lanzamiento de dos sencillos. El sencillo principal del álbum, «Bittersweet», se publicó el 25 de febrero de 2020. La Havas lanzó «Paper Thin» el 4 de mayo de 2020, el mismo día en que se anunció el álbum.

## Posicionamiento
| Gráfica (2020)                             | Pico de posición |
| ------------------------------------------ | ---------------- |
| Austria (Ö3 Austria)                       | 44               |
| Bélgica (Flandes) (Ultratop 200 Albums)    | 8                |
| Bélgica (Valonia) (Ultratop 200 Albums)    | 49               |
| Países Bajos (Album Top 100)               | 9                |
| Francia (SNEP)                             | 106              |
| Alemania (Offizielle Top 100)              | 20               |
| Hungría (MAHASZ)                           | 7                |
| Escocia (Scottish Albums Chart)            | 8                |
| Suiza (Schweizer Hitparade)                | 6                |
| Reino Unido (UK Compilation Chart)         | 7                |
| Estados Unidos (Billboard Top Album Sales) | 26               |